# Vela en los Juegos Suramericanos de 2014: J24 Abierto
La competencia de J24 en Santiago 2014 se llevó a cabo entre los días 12 y 17 de marzo de 2014 en el Club de Yates Higuerillas de Concón. Participaron 7 equipos.

## Resultados
| #                 | Velerista                                                                                | Regata 1 | Regata 2 | Regata 3 | Regata 4 | Regata 5 | Regata 6 | Regata 7 | Regata 8 | Regata 9 | Regata 10 | Regata 11 | Total |
| ----------------- | ---------------------------------------------------------------------------------------- | -------- | -------- | -------- | -------- | -------- | -------- | -------- | -------- | -------- | --------- | --------- | ----- |
| Medalla de oro    | Brasil · Frederico Niederhagebock · Samuel Reis · Georgia Rodrigues · Alexandre Saldanha | 1        | 1        | 5        | 4        | 1        | 4        | 2        | 4        | 1        | 2         | C         | 20    |
| Medalla de plata  | Argentina Rafael de Martis Juan Gerónimo Galván Carlos Lacchini Francisco Van Avermaete  | 5        | 2        | 1        | 2        | 6        | 2        | 1        | 1        | 5        | 5         | C         | 23    |
| Medalla de bronce | Chile · Claudio León · Vernon Robert · Rodrigo Robles · Juan Esteban Sánchez             | D        | 6        | 4        | 3        | 3        | 1        | 5        | 2        | 3        | 3         | C         | 30    |
| 4                 | Perú · Luis Olcese · Joel Raffo · Joaquín Razzeto · Christian Sas                        | 2        | 5        | 3        | 6        | 2        | 5        | 7        | 3        | 4        | 4         | C         | 34    |
| 5                 | Chile · Cristóbal Grez · Marc Jux · Juan Cristóbal Lira · Matías Seguel                  | 4        | 4        | 6        | 1        | 5        | 6        | 4        | 5        | D        | 1         | C         | 36    |
| 6                 | Uruguay · Andrés Azambuya · Carlos Caballero · Nicolás González · Gonzalo Guerrero       | 6        | 3        | 2        | 5        | 7        | 3        | 3        | 6        | 2        | 6         | C         | 36    |
| 7                 | Argentina Roberto Bellinotto Nicolás Cubria Juan Andrés Filodoro Diego Haymes            | 3        | 7        | 7        | 7        | 4        | 7        | 6        | 7        | 6        | 7         | C         | 56    |

C: Regata Cancelada; D: Descalificados